# Dee Wallaceová
Deanna Wallace (přechýleně Wallaceová, rozená Bowersová; * 14. prosince 1948), rovněž známá jako Dee Wallace Stone, je americká herečka, která nejvíce proslula svou rolí Mary ve filmu E.T. – Mimozemšťan (1982). Zahrála si ovšem také v mnoha hororových filmech včetně Hory mají oči (1977), Kvílení vlkodlaků (1981), Cujo, vzteklý pes (1983) a Critters (1986), což jí vyneslo titul „scream queen“.

## Osobní život
Wallaceová se narodila v Kansas City jako dcera Maxine (rozená Nicholsová) a Roberta Stanleyho Bowersových. Navštěvovala Wyandotte High School, předtím než přešla na University of Kansas a získala vysokoškolský titul. Na začátku 70. let krátce vyučovala středoškolské drama na Washington High School v jejím rodném Kansas City.
Krátce byla vdaná za Barryho Wallace a pro svou hereckou kariéru stále používá jeho příjmení. V roce 1980 se provdala za Christophera Stonea, který v roce 1995 nečekaně zemřel. Společně s ním má dceru Gabrielle Stoneovou.
Wallaceová veřejně vystupuje jako řečnice a je autorkou příruček pro sebezdokonalování (napsala již tři knihy) a má vlastní rozhlasovou show.
V roce 2018 vystoupila se svým projevem na konferenci TED.

## Kariéra
Svou hereckou kariéru Wallaceová odstartovala v televizních seriálech V ulicích San Francisca, Starsky a Hutch a Police Woman, než se v roce 1977 objevila v hororovém trháku Hory mají oči. V roce 1981 si zahrála hlavní roli v dalším hororovém filmu Kvílení vlkodlaků, kde se objevil také její manžel Christopher Stone. Později společně hráli ve snímku Cujo, vzteklý pes (1983), který vznikl na motivy knihy od Stephena Kinga z roku 1981.
V roce 1982 Wallaceová ztvárnila jednu z hlavních rolí ve sci-fi filmu Stevena Spielberga E.T. – Mimozemšťan. Ten se stal nejvýdělečnějším snímkem všech dob, což byl rekord, který si udržel jedenáct let, dokud jej v roce 1993 nepřekonal další Spielbergův film – Jurský park. Za svůj výkon získala Wallaceová nominaci na Saturn Award. Rovněž také hrála v několika komediích, včetně titulů jako 10 (1979), Jimmy the Kid (1982) a Tajná ctitelka (1985). V roce 1986 se objevila v hororové komedii Critters (a v jejím pokračování z roku 2019 s názvem Příšerky útočí) a později si zahrála v dalších mnoha hororových filmech, za zmínku stojí například snímek Přízraky (1996) od Petera Jacksona.
Na televizních obrazovkách Wallaceová ztvárnila hlavní roli v sitcomu od CBS Together We Stand (1986–1987) a v rodinném dramatu The New Lassie (1989–1992). V několika televizních seriálech také hostovala, jako například: Pásmo soumraku, Hotel, To je vražda, napsala, Dotek anděla, Sběratelé kostí, Chirurgové, Jmenuju se Earl, Myšlenky zločince a Kancl. V roce 2015 byla Wallaceová obsazena do role v mýdlové opeře General Hospital jako Patricia Spencerová, ztracená starší sestra Lukea a Bobbieho Spencerových. Herečka se rovněž objevila v seriálu Lovci duchů, konkrétně v epizodě s názvem „Into the Mystic“.
Za roli Patricie Spencerové byla nominována na cenu Daytime Emmy Award v kategorii nejlepší hostující herečka v dramatickém seriálu.

## Vybraná filmografie

### Film
| Rok  | Film                                       | Role                        | Poznámka            |
| ---- | ------------------------------------------ | --------------------------- | ------------------- |
| 1975 | Stepfordské paničky                        | služka Nettie               |                     |
| 1977 | Hory mají oči                              | Lynne Woodová               |                     |
| 1977 | All the King's Horses                      | Sandy Bensonová             |                     |
| 1979 | 10                                         | Mary Lewisová               |                     |
| 1981 | Kvílení vlkodlaků                          | Karen Whiteová              |                     |
| 1982 | E.T. – Mimozemšťan                         | Mary                        |                     |
| 1982 | Velká zkouška                              | Lucille                     | Televizní film      |
| 1982 | Jimmy the Kid                              | May                         |                     |
| 1983 | Cujo, vzteklý pes                          | Donna Trentonová            |                     |
| 1985 | Tajná ctitelka                             | Connie Ryanová              |                     |
| 1986 | Critters                                   | Helen Brownová              |                     |
| 1986 | Hra stínů                                  | Morgan Hanna                |                     |
| 1987 | Legend of the White Horse                  | Alta                        |                     |
| 1991 | Popkorn                                    | Suzanne                     |                     |
| 1991 | Rock a Doodle aneb jak sluníčko zase vyšlo | Dory                        | Pouze hlas          |
| 1991 | Aligátor 2: Mutace                         | Christine Hodgesová         | Videofilm           |
| 1992 | Zachraň mě                                 | Sarah Sweeneyová            |                     |
| 1993 | Bouře v lahvi                              | Jean Markleyová             |                     |
| 1994 | Skejťák 2                                  | Lois Curtisová              |                     |
| 1995 | Nejlepší z nejlepších 3 - Není cesty zpět  | Georgia                     |                     |
| 1995 | The Phoenix and the Carpet                 | matka                       |                     |
| 1996 | Přízraky                                   | Patricia Ann Bradleyová     |                     |
| 1997 | Neviditelná maminka                        | Laura Griffinová            |                     |
| 1997 | Nevada                                     | Ruby                        |                     |
| 1999 | Invisible Mom II                           | Laura Griffinová            | Videofilm           |
| 1999 | Pirates of the Plain                       | Glenna                      |                     |
| 2001 | A Month of Sundays                         | Sarah McCabeová             |                     |
| 2004 | Illusion Infinity (alias Paradise)         | Patricia Paradiseová        |                     |
| 2005 | Headspace                                  | doktorka Denise Bellová     |                     |
| 2005 | Ozvěna smrti                               | sestra Russellová           |                     |
| 2006 | Kalamazoo?                                 | Susan                       |                     |
| 2006 | Abominable                                 | Ethel Hossová               |                     |
| 2006 | Poslední den na obzoru                     | Lucille                     |                     |
| 2006 | Zamoření                                   | Nora                        |                     |
| 2007 | J-ok'el                                    | Helen Moretová              |                     |
| 2007 | Přepadení v poušti                         | Joanne                      |                     |
| 2007 | Halloween                                  | Cynthia Strodeová           |                     |
| 2007 | The Blue Rose                              | paní Garrisonová            |                     |
| 2009 | Dům ďábla                                  | domácí                      |                     |
| 2009 | Tak se měj                                 | paní McCarthyová            |                     |
| 2009 | Babysitters Beware                         | paní Greeneová              |                     |
| 2009 | The Mother of Invention                    | Nancy Doolyová              |                     |
| 2009 | The Haunted World of El Superbeasto        | Trixie                      | Pouze hlas          |
| 2009 | Dark Fields                                | Jean Applebeová             |                     |
| 2010 | Těžká rozhodnutí                           | Sal                         |                     |
| 2010 | V ložnicích                                | Marnie                      |                     |
| 2010 | Nemilosrdná pohledávka                     | Dean Jean Clarková          |                     |
| 2011 | Exodus Fall                                | Shirley Minorová            |                     |
| 2011 | Bad Actress                                | sebe                        |                     |
| 2011 | Walk a Mile in My Pradas                   | Mary                        |                     |
| 2012 | The Lords of Salem                         | Sonny                       |                     |
| 2012 | The Boarder                                | Elizabeth                   |                     |
| 2013 | Hansel & Gretel                            | Lilith                      |                     |
| 2014 | Ejecta                                     | Ashley Winnington-Ballová   |                     |
| 2014 | Haunting of Cellblock 11                   | paní Simonová               |                     |
| 2014 | Love & Mercy                               | Lilith                      |                     |
| 2017 | Red Christmas                              | Diane                       |                     |
| 2017 | Death House                                | doktorka Eileen Fletcherová |                     |
| 2018 | Beyond the Sky                             | Lucille                     |                     |
| 2018 | Every Other Holiday                        | Mimi                        |                     |
| 2018 | Ouija House                                | Katherine                   |                     |
| 2019 | Dolls                                      | Margaret                    |                     |
| 2019 | Sunrise in Heaven                          | Marion                      |                     |
| 2019 | In Search of Darkness                      | sebe                        | Dokumentární film   |
| 2019 | Příšerky útočí                             | teta Dee                    | [ 11 ]              |
| 2019 | 3 from Hell                                | Greta                       |                     |
| 2020 | Stay Home                                  | Dee                         | Krátkometrážní film |
| 2021 | Bewailing                                  | Marissa                     |                     |
| 2022 | Jeepers Creepers: Znovuzrození             | Marie                       |                     |
| 2023 | Love by Design                             | Diane Yeardley              |                     |
| 2023 | Dům panenek                                | Celine Charles              |                     |
| 2024 | Last Night on Earth                        | Carla                       |                     |
| 2024 | Stream                                     | Linda Spring                |                     |

### Televize
| Rok         | Titul                                          | Role                                                     | Poznámka                                                         |
| ----------- | ---------------------------------------------- | -------------------------------------------------------- | ---------------------------------------------------------------- |
| 1974        | Lucas Tanner                                   | číšnice                                                  | Epizoda: „Merry Gentlemen“                                       |
| 1975        | V ulicích San Francisca                        | Joan Warrenová                                           | Epizoda: „The Programming of Charlie Blake“                      |
| 1975        | Ellery Queen                                   | číšnice / Mamie                                          | Epizoda: „The Adventure of the Chinese Dog“                      |
| 1977        | Man from Atlantis                              | majitelka stánku s párky v rohlíku                       | Epizoda: „Melt Down“                                             |
| 1977        | The San Pedro Beach Bums                       | Lisa                                                     | Epizoda: „Godfather's Five“                                      |
| 1977        | Bigfoot and Wildboy                            | Deeda                                                    | Epizoda: „Amazon Contest“                                        |
| 1977        | Starsky a Hutch                                | Carol Wadeová                                            | Epizoda: „The Crying Child“                                      |
| 1977        | Police Woman                                   | Shana Fayetteová                                         | Epizoda: „Did You Still Beat My Wife“                            |
| 1978        | Barnaby Jones                                  | Amy Vickersová                                           | Epizoda: „Terror on a Quite Afternoon“                           |
| 1978        | Kriminální oddělení                            | Sharon Shayová                                           | Epizoda: „A Chance to Live“                                      |
| 1978        | Lou Grant                                      | Patti                                                    | Epizoda: „Hooker“                                                |
| 1978–1979   | CHiPs                                          | Sheila / Angy                                            | Epizody: „Return of the Turks“ a „Death Watch“                   |
| 1979        | Hart a Hartová                                 | Connie                                                   | Epizoda: „Jonathan Hart Jr.“                                     |
| 1979        | Trapper John, M.D.                             | doktorka Valerie Tatumová                                | Epizoda: „The Adventures of the Chinese Dog“                     |
| 1979        | Mrs. Columbo                                   | Janet Rutledgeová                                        | Epizoda: „Ladies of the Afternoon“                               |
| 1979        | Taxi                                           | Joyce                                                    | Epizoda: „Alex Romance“                                          |
| 1980        | Skag                                           | Nora                                                     | Epizody: „The Working Girl: Part 1“ a „The Working Girl: Part 2“ |
| 1980        | Here's Boomer                                  | Alice                                                    | Epizoda: „Molly“                                                 |
| 1981        | ABC Afterschool Special                        | Sue Jinkinsová                                           | Epizoda: „Run, Don't Walk“                                       |
| 1981        | Child Bride of Short Creek                     | Mary Jacobsová                                           | Televizní film                                                   |
| 1982 a 1987 | CBS Schoolbreak Special                        | Fran Welshová / Jan Fischerová                           | Epizody: „Help Wanted“ a „An Enemy Among Us“                     |
| 1983        | Wait till Your Mother Gets Home!               | Pat Petersová                                            | Televizní film                                                   |
| 1984        | The Sky's No Limit                             | doktorka Maureen Harrisová                               | Televizní film                                                   |
| 1984–1987   | Hotel                                          | Helen Johnsonová / Lisa Masonová / Pamela                | 3 epizody                                                        |
| 1985        | Finder of Lost Loves                           | Gail Aamesová                                            | Epizoda: „Mister Wonderful“                                      |
| 1985        | Simon & Simon                                  | Carol Brooksová                                          | Epizoda: „Love and/or Marriage“                                  |
| 1985        | Pásmo soumraku                                 | Janice Hammondová                                        | Segment: „Wish Bank“                                             |
| 1986–1987   | Together We Stand                              | Lori Randallová                                          | 19 epizod                                                        |
| 1987        | Měsíc nad buší                                 | Elizabeth O'Dayová                                       | Televizní film                                                   |
| 1988        | Soukromý pozemek                               | Annie Wintersová                                         | Televizní film                                                   |
| 1989 a 1991 | To je vražda, napsala                          | Ellen Wickerová / Mildred Terhuneová                     | Epizody: „Ohni hoř a kotli vař“ a „Žena se špatnou pověstí“      |
| 1989–1992   | The New Lassie                                 | Dee McCulloughová                                        | 35 epizod                                                        |
| 1990        | Dnes v noci jsem nebezpečná                    | Wanda Thatcherová                                        | Televizní film                                                   |
| 1991        | P.S. Miluju tě                                 | Mitzi Packerová                                          | Epizoda: „Pilot“                                                 |
| 1992        | FBI: Neznámé případy                           | Darlene                                                  | Epizoda: „Mommie Dearest“                                        |
| 1992        | Právo v Los Angeles                            | Eliane Westonová                                         | Epizoda: „Wine Knot“                                             |
| 1994        | Svědkyně smrti                                 | Emily Dawsonová                                          | Televizní film                                                   |
| 1994        | Obchodník s láskou                             | Suzanne Guthrieová                                       | Televizní film                                                   |
| 1994        | Ztracený syn 4                                 | Megan                                                    | Televizní film                                                   |
| 1994        | Rebel Highway                                  | paní Gordonová                                           | Epizoda: „Runaway Daughters“                                     |
| 1997        | Love's Deadly Triangle: The Texas Cadet Murder | Linda Jonesová                                           | Televizní film                                                   |
| 1997        | JAG                                            | kongresmanka Adele DeLongová                             | Epizoda: „Překročení rovníku“                                    |
| 1997        | Dotek anděla                                   | Sandra Brownerová                                        | Epizoda: „A Delicate Balance“                                    |
| 1998        | Příběh Dennise Rodmana                         | Pat Richová                                              | Televizní film                                                   |
| 1999        | Detektiv Nash Bridges                          | Susan Martinová                                          | Epizoda: „Resurrection“                                          |
| 1999        | Ally McBealová                                 | Gail Clarksonová                                         | Epizoda: „Pohřbené radosti“                                      |
| 2001        | Čára za minulostí                              | Shawnessy                                                | Televizní film                                                   |
| 2001        | Felicity                                       | Allison Covingtonová                                     | 2 epizody                                                        |
| 2002        | Strážkyně zákona                               | Paula Meeksová                                           | Epizoda: „Beyond the Grave“                                      |
| 2002        | She Spies                                      | Daphne                                                   | Epizoda: „First Episode“                                         |
| 2003        | V tajných službách                             | Doris                                                    | Epizoda: „Our Man in Korea“                                      |
| 2004        | Perfektní manžel                               | Sharon Rochaová                                          | Televizní film                                                   |
| 2005        | Odložené případy                               | Charlotte Jonesová                                       | Epizoda: „Divné ovoce“                                           |
| 2005        | Drzá Jordan                                    | Lorraine Heeleyová                                       | Epizoda: „Total Recall“                                          |
| 2006        | Sběratelé kostí                                | zvláštní agentka Callie Warnerová                        | Epizoda: „Žena ze záhrobí“                                       |
| 2006        | Satanův měsíc                                  | Mary-Ann                                                 | Televizní film                                                   |
| 2006        | The Eden Formula                               | Rhonda Sharptonová                                       | Televizní film                                                   |
| 2006        | Beze stopy                                     | Lara Duncanová                                           | Epizoda: „Všichni hříšní svatí“                                  |
| 2006        | Zločiny ze sousedství                          | Joan Monroeová                                           | Epizoda: „There's Something About Martha“                        |
| 2006–2007   | Sons & Daughters                               | Colleen Halbertová                                       | 11 epizod                                                        |
| 2007        | Chirurgové                                     | Joan Waringová                                           | Epizoda: „Čas od času“                                           |
| 2007        | Jmenuju se Earl                                | guvernérka / Wardenova manželka / Katherine Hazelwoodová | 3 epizody                                                        |
| 2007        | Posel ztracených duší                          | Claire Taylorová                                         | Epizoda: „Holiday Spirit“                                        |
| 2008        | Božská mrcha                                   | Janice Shapirová                                         | Epizoda: „A Survivor Lives Here“                                 |
| 2008        | Myšlenky zločince                              | doktorka Jan Mohikianová                                 | Epizoda: „Vzpomínka“                                             |
| 2009        | The Magic 7                                    | Seanova matka (hlas)                                     | Televizní film                                                   |
| 2010        | Happy Town                                     | Alice Conroyová                                          | Epizoda: „Blame It on Rio Bravo“                                 |
| 2010        | Zákon a pořádek: Los Angeles                   | Ellen Powellová                                          | Epizoda: „Sylmar“                                                |
| 2010        | Detroit 1-8-7                                  | Marni Eckhartová                                         | Epizoda: „Home Invasion/Drive-By“                                |
| 2011        | Kancl                                          | Ellen Bernardová                                         | Epizoda: „Garden Party“                                          |
| 2012        | Záměna                                         | Lorena McGowenová                                        | 2 epizody                                                        |
| 2012        | Skladiště 13                                   | Ellen Powellová                                          | Epizoda: „Personal Effects“                                      |
| 2014        | Grimm                                          | Alice                                                    | 3 epizody                                                        |
| 2015        | General Hospital                               | Patricia Spencerová                                      | 3 epizody                                                        |
| 2015        | The Whispers                                   | Willie Starlingová                                       | 4 epizody                                                        |
| 2015–2019   | Jen špetka magie                               | babička Becky Quinnová                                   | 47 epizod                                                        |
| 2016        | Lovci duchů                                    | Mildred Bakerová                                         | Epizoda: „Into the Mystic“                                       |
| 2017        | Nejsem do tebe blázen                          | Gail                                                     | Epizoda: „It's Been“                                             |
| 2018        | Námořní vyšetřovací služba                     | Claire Hallová                                           | Epizoda: „Fragments“                                             |
| 2018        | Odstřelovač                                    | Katherine Mayfieldová                                    | Epizoda: „Swing Vote“                                            |
| 2020        | World's Funniest Animals                       | host                                                     | 1 epizoda                                                        |
| 2021–2024   | Záchranáři L. A.                               | Margaret Buckley                                         | 6 epizod                                                         |